# جغرافیای اروگوئه

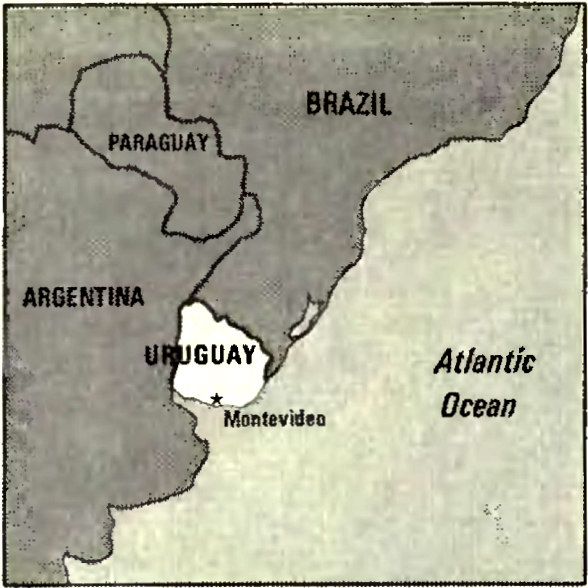

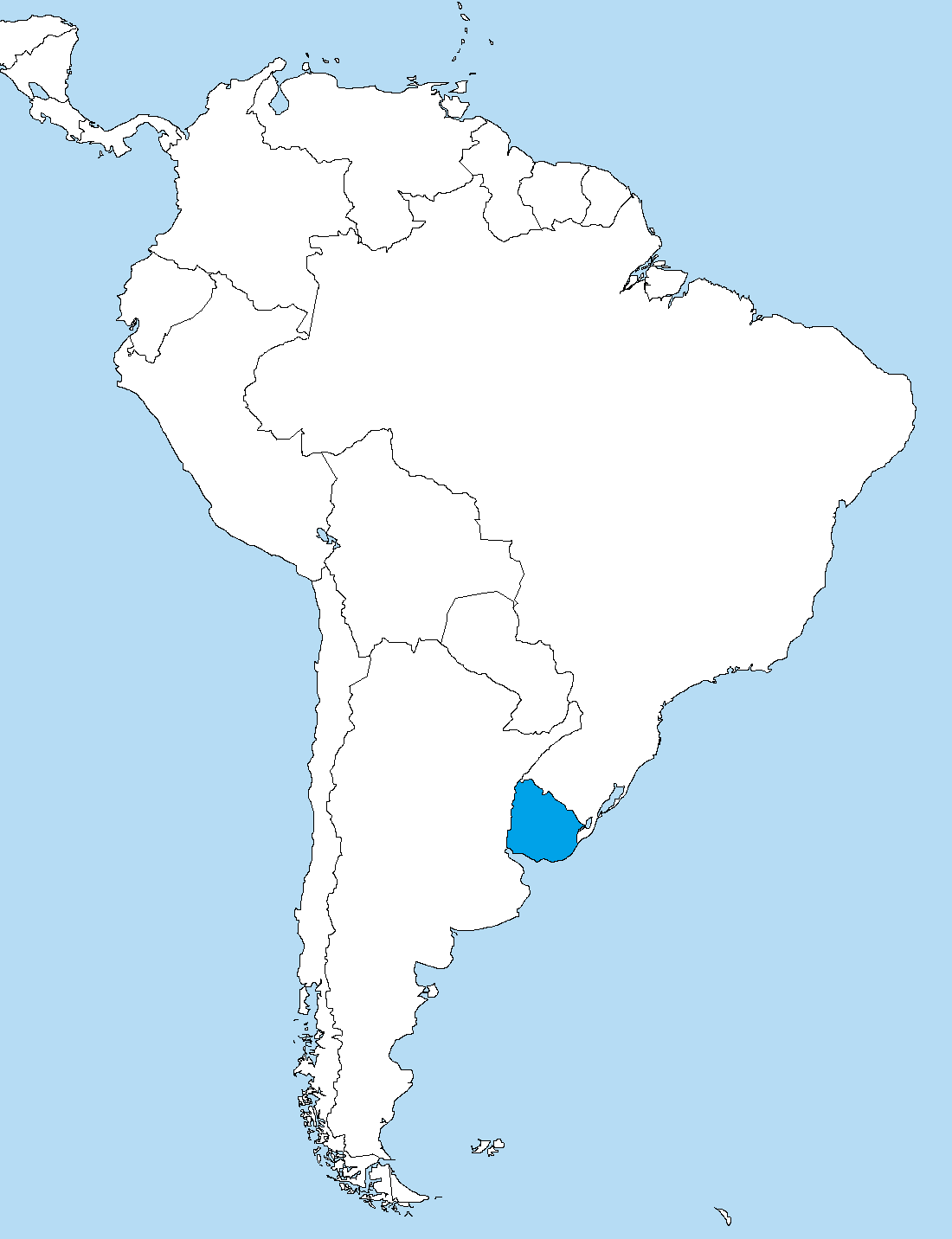

اروگوئه کشوری در آمریکای جنوبی است که هم‌مرز با اقیانوس اطلس جنوبی، بین آرژانتین و برزیل است. این کشور در نیمکره جنوبی واقع در ساحل اقیانوس اطلس جنوبی بین ۵۳ و ۵۸ طول جغرافیایی غربی و ۳۰ و ۳۵ عرض جغرافیای جنوبی واقع شده‌است. این کشور از غرب با آرژانتین، در شمال و شمال شرقی با برزیل و در جنوب شرقی با اقیانوس اطلس که ساحل اروگوئه را تشکیل می‌دهد هم‌مرز است.
اروگوئه ۱۷۶٫۲۱۵ کیلومتر مربع مساحت و ۳٬۳۹۹٬۲۳۷ نفر جمعیت دارد. از این تعداد ۱٫۸ میلیون نفر در مونته‌ویدئو و حاشیه آن زندگی می‌کنند. این کشور از سمت شمال با برزیل، از غرب با رود اروگوئه، از جنوب غربی با دهانه رودخانه پارانا (به معنی «رودخانهٔ نقره» که در زبان انگلیسی به «ریور بلات» معروف است)، از جنوب با آرژانتین و از جنوب شرقی با اقیانوس اطلس محدود می‌شود. این کشور، دومین کشور کوچک مستقل در آمریکای جنوبی است و فقط از سورینام بزرگتر است. (از گویان فرانسه نیز بزرگتر است که هنوز مستقل نشده‌است)

## جغرافیای فیزیکی
بیشتر اروگوئه دشتی است که با تپه‌ماهورهای کم که نشان‌دهنده منطقه گذار از پامپاهای تقریباً هموار آرژانتین به ارتفاعات تپه‌ای جنوب برزیل است. اروگوئه دارای دشت‌های هموار در لبه‌های شرقی، جنوبی و غربی خود است. دشت ساحلی باریک اقیانوس اطلس شنی و باتلاقی است که گاهی توسط تالاب‌های کم‌عمق تغییر منظره می‌دهد.
کرانه‌های ریو د لا پلاتا و ریو اروگوئه تا حدودی وسیع‌تر هستند و به تدریج در تپه‌زارهای داخهٔ کشور ادغام می‌شوند. سه چهارم باقیمانده این کشور یک فلات غلتان است که با رشته‌هایی از تپه‌های کم ارتفاع مشخص شده‌است. این تپه‌زارها به سمت بلندی‌های جنوب برزیل برجسته‌تر می‌شوند. با این حال، حتی این مناطق تپه‌ای نیز کمابیش نیمه‌هموارند و ارتفاع تپه‌ها به ندرت از ۲۰۰ متر فراتر می‌رود.
اروگوئه سرزمینی پرآب است. پهنه‌های آبی برجسته مرزهای آن را در شرق، جنوب و غرب مشخص می‌کنند، و حتی بیشتر مرز با برزیل از مسیر رودخانه‌های کوچک پیروی می‌کند. این کشور دریاچه‌ها و تالاب‌ها پرشماری دارد و سطح بالای آب زیرزمینی، حفر چاه را آسان می‌کند.

## توافق‌نامه‌های بین‌المللی
طرف عضو: پیمان قطب جنوب، پروتکل قطب جنوب- محیط زیست، تنوع زیستی، تغییرات آب و هوا، تغییرات آب و هوایی-پروتکل کیوتو، بیابان زایی، گونه‌های در معرض خطر، اصلاح محیط زیست، ضایعات خطرناک، پروتکل کیوتو، قانون دریا، حفاظت از لایه ازن، آلودگی کشتی، تالاب

## آب و هوا

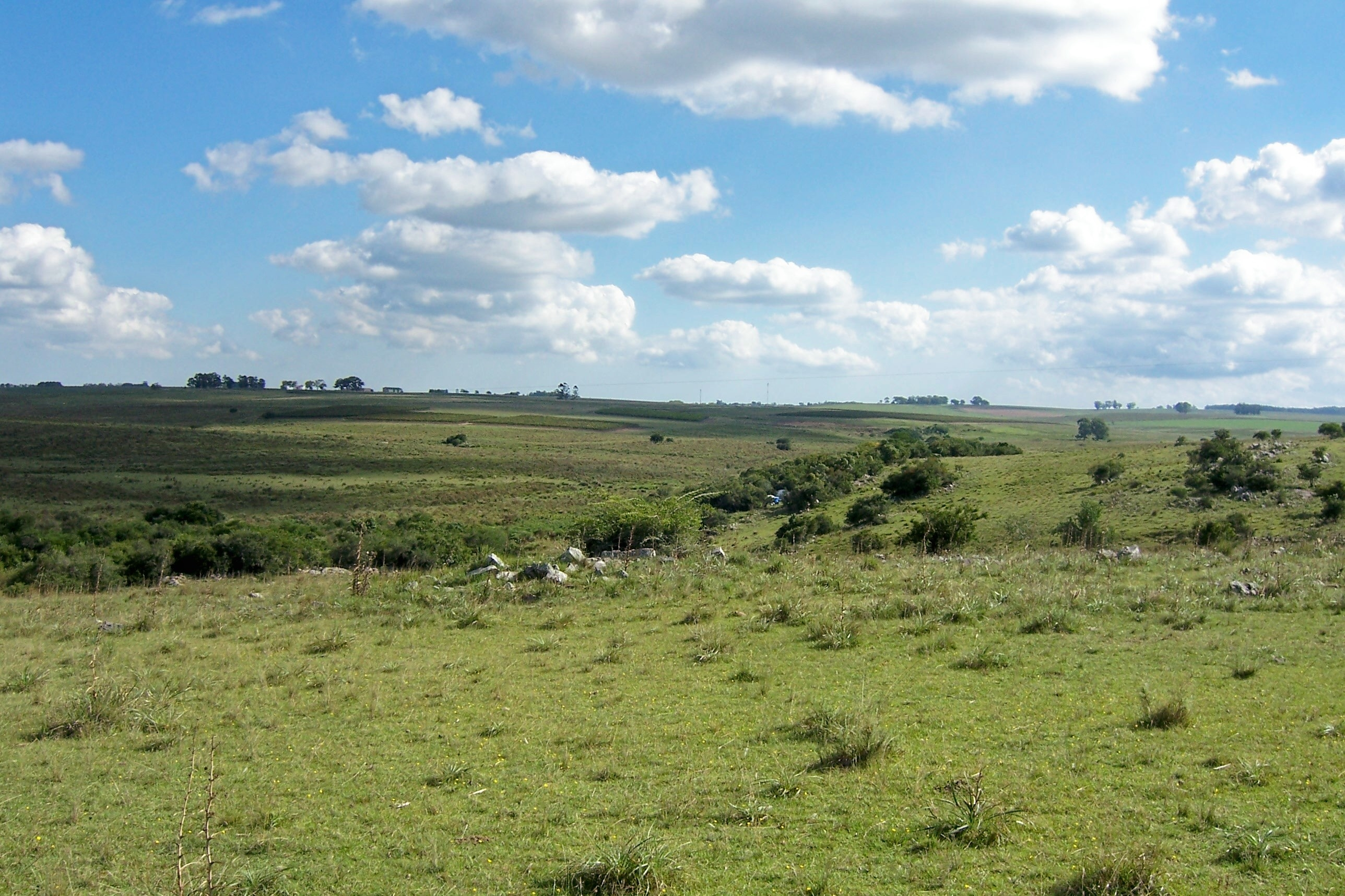
دشت و جنگل ساحلی، نزدیک سیرا د مال ابریگو، بخش سن خوزه (اروگوئه).

اروگوئه آب و هوای معتدلی دارد و بارندگی به‌طور مساوی در طول سال توزیع می‌شود. دما به ندرت به زیر صفر می‌رسد و از ۱۰ تا ۱۶ درجه سانتی‌گراد در زمستان از ژوئن تا سپتامبر متغیر است. در طول تابستان (دسامبر تا مارس) دما بین ۲۱ تا ۲۸ درجه سانتی‌گراد متغیر است. باد سرد و گاه شدیدی از سمت شمال پامپاهای آرژانتین به سمت اروگوئه می‌وزد.
اروگوئه آب و هوای نیمه‌گرمسیری مرطوب دارد که در سراسر کشور نسبتاً یکنواخت است، زیرا کشور کاملاً در منطقه معتدل واقع شده‌است. تغییرات فصلی وجود دارد، اما افراط در دما نادر است. رطوبت در کشور بالا و مه معمول است. فقدان کوه‌ها و سایر موانع آب و هوایی، همه مکان‌ها را در برابر بادهای شدید و تغییرات سریع آب و هوا به عنوان جبهه‌ها یا طوفان‌ها در سراسر کشور آسیب‌پذیر می‌کند.
در مونته‌ویدئو، پایتخت کشور، میانگین دما از ۱۰٫۵ درجه سانتی‌گراد در ژوئیه تا ۲۳٫۳ درجه سانتی‌گراد در ژانویه متغیر است. در تابستان، گرما توسط نسیم دریا کاهش می‌یابد (بیشتر از بوئنوس آیرس، که در طرف دیگر ریودولا پلاتا، اما به سمت داخل قرار دارد).
زمستان در اروگوئه معتدل است، اما می‌تواند پرباد و ناپایدار باشد، به خصوص در جنوب. علاوه بر این، هوای سرد که توسط بادی به نام پامپرو به این کشور می‌آید، می‌تواند در سراسر کشور، از ماه مه تا سپتامبر، همراه با یخبندان‌های خفیف در شب رخ دهد. در شهرهای مرکزی-جنوبی واقع در فاصله‌ای از ساحل، رکوردهای سرما در حدود -۷/-۸ درجه سانتی‌گراد است.
برف در اروگوئه حداقل در دشت‌ها بسیار نادر است. برف گاهی می‌تواند در دو منطقه تپه‌ای واقع در جنوب کشور و جایی که ارتفاع آن به ۵۰۰ متر می‌رسد، یعنی سیرا کاراپه و سیرا د لاس آنیماس ببارد. با این حال، در دشت‌ها عملاً هرگز برف نمی‌بارد.
تابستان‌ها گرم و آفتابی است، اگرچه ممکن است طوفان رعد و برق در بعد از ظهرها رخ دهد. این احتمال در شمال بیشتر است امواج گرما ممکن است با اوج ۳۸/۴۰ درجه سانتی‌گراد، از دسامبر تا مارس در مرکز و جنوب، و همچنین در نوامبر در شمال رخ دهد. منطقه‌ای که بیشتر در معرض گرما قرار دارد منطقه غربی است که در آن رکوردهای گرمایی ۴۱/۴۱٫۵ درجه سانتی‌گراد ثبت شده‌است. بهار و پاییز معتدل است، اما آب و هوا اغلب ناپایدار است.